# Ecale
Ecale è la figura di una vecchia donna il cui destino si intreccia con le gesta del personaggio mitologico di Teseo. 
Teseo si dirigeva verso Maratona per uccidere il toro cretese che Eracle aveva riportato in Grecia, quando scoppiò un temporale. Ecale accolse allora l'eroe nella propria capanna e giurò di fare un sacrificio a Zeus se egli avesse vinto il toro. Teseo ebbe successo ma, al suo ritorno presso la capanna, ritrovò la donna morta. In suo onore, istituì le feste ecalesie e fondò un tempio eretto a Zeus Hecalesios. Conferì inoltre il suo nome a uno dei demi attici.
Callimaco basò un suo epillio sul mito di Ecale. L'epillio di Callimaco, scrittore ellenistico, rivoluziona il vecchio modo di pensare dell'èpos greco: a dare il nome all'opera non è l'eroe Tèseo, ma proprio la vecchia Ecale. Il fine dello scrittore è il motivo eziologico: Callimaco spiega, attraverso il mito, come si sia arrivati alle festività delle Ecalesie. Il motivo eziologico è molto presente in questo autore, che difatti scrive anche gli Aítia (Cause).